# M.A.D. Band
M.A.D. Band — российская музыкальная группа, исполняющая ска-панк.

## История
В январе 2004 года два друга Игорь «Гарик» Санько и Дмитрий «Проня» Прупис объединяют совместные усилия и создают ска-панк-группу M.A.D. Band. Изначальная идея — играть с одной стороны энергичную, заводящую музыку, но с другой стороны разнообразить напористый стиль качественными инструментальными секциями, в первую очередь духовыми. Для решения второй задачи было необходимо привлечь в группу только профессиональных музыкантов, мастеров своего дела.
Так как сам Гарик закончил Московскую государственную консерваторию имени П. И. Чайковского по классу валторны, а также в разное время принимал участие в различных рок-проектах, то найти таких музыкантов в кругу имеющихся связей и знакомств не составило труда.
Первоначальный состав группы стал таким:
- Прупис — вокал;
- Гарик — валторна, клавиши;
- Грант — труба;
- Кыс — гитара;
- Усачев — бас;
- Троцкий — барабаны;

Отрепетировав материал, ансамбль начинает давать концерты, что в 2006 году приводит к первой записанной, а также выпущенной пластинке «А вот и мы!!».
В течение первых пяти лет в коллективе происходила постоянная смена состава, что не мешало коллективу играть концерты и выпускать записанный материал. В разное время в группу входили музыканты из групп «Ундервуд», «Шлюз», «Лакмус», «Drugly Cats», «Ульи» и другие.
Осенью 2007 года у коллектива выходит второй по счету альбом под названием «Времена года».
Весной 2008 года группа стоит на гране распада, многие участники покидают коллектив. Меняется вокалист, им становится Гарик, который активно участвует в поиске и привлечении новых музыкантов в группу. И уже осенью Mad Band приступает с почти полностью обновленным составом к регулярной концертной деятельности.
В декабре 2009 года ска-панк оркестр M.A.D.Band впервые появляется в эфире Радио MAXIMUM, где их композиции «Я Лучший», «Город» и «Валентина Терешкова» с тогда ещё нового альбома «Больше голоса в мониторы!!!» звучат на радио в авторской программе Андрея Бухарина «Уроки русского».
6 марта 2011 года духовая секция ансамбля M.A.D. Band приняла участие в юбилейном концерте известной российской панк-рок-группы «Тараканы!», которая отмечала своё 20-летие на площадке московского клуба Arena Moscow. M.A.D. Band поздравили юбиляров, исполнив вместе с «Тараканами!» композицию «Просто сделать это» с их 10-го студийного альбома «Бой до дыр».
В 2012 году группа впервые дала ряд успешных концертов в Испании, Польше, Чехии, Германии и Австрии, а также выступила на известных европейских фестивалях «Mighty Sound», «Proti Produ» и «Folkova Noc».
Ансамбль выпустил четыре альбома: «А, вот и мы!!» («Independent Sounds», весна 2006), «Времена года», который вышел осенью 2007 года на «Мистерии звука» и «Больше голоса в мониторы», вышедший на лейбле Jumping Jack осенью 2009 года. В ноябре 2010 года вышел сплит-альбом Soyuz на лейбле Minus Indie-Go! с немцами Wisecracker и чехами Discoballs. Весной 2013 вышел четвёртый альбом группы «Записки Дмитрия Евгеньича».

## Состав группы
Действующие участники
- Игорь Санько *** (Гарик К. Г.) (с 2004) — вокал, валторна, клавишные
- Виталик Аношкин (2017) труба
- Андрей Щербашин ** (Щера) (2008) — тромбон
- Николай Гуляев (Башка) (2017) — гитара, бэк-вокал
- Илья Бодров (2013—2015 и с 2017) — бас-гитара
- Константин Дементьев (2015) — барабаны

Дубль
- Степан Житнов * (2008) — тенор-саксофон, бас гитара, бэк-вокал, stage diving
- Мирза Мирзоев (2012) труба, бэк-вокал

Бывшие участники
- Дмитрий Прупис (один из двух основателей) (вокал, 2004—2009)
- Грант Вартанов (труба, 2004—2007)
- Владимир Колосов (бас-гитара, 2004—2006)
- Денис Фролов (тенор-саксофон, 2005—2007)
- Андрей Мартыненков (барабаны, 2005—2008)
- Константин Баев (тромбон, 2005—2007)
- Тарас Конак (бас-гитара, 2006—2008)
- Иван Шелаев (труба, 2006—2007)
- Алексей «Фэд» Фадеев (вокал, 2006—2008)
- Алексей Сахаров (барабаны, 2007—2008)
- Дарья Абрамовская (альт-саксофон, 2007—2008)
- Вадим Горюнов (тромбон, 2007—2009)
- Дмитрий Князев (гитара, 2008—2009)
- Александр Тамкович (2008—2010) — труба, бэк-вокал
- Юрий Рыбас (2010—2011) труба
- Кирилл Макаров (2009—2012) гитара
- Александр Воскресенский (Professor Speech) (2010—2013) бас-гитара
- Владимир Карташев * (Пух) (2008—2013) барабаны
- Кира Шмелева (2011—2013) труба
- Пётр Бондаренко (Maddy) (2013) бас-гитара, бэк-вокал
- Олег Смыслов (Гурвинок) (2013—2015) барабаны
- Юра Ратников (2014—2015) труба, бэк-вокал
- Николай Пекарский (2015—2016) бас-гитара
- Александр Усачев * (2004 и 2012—2017) гитара, бас-гитара
- Алексей Угаров * (2012—2018) тромбон
- Нестор Гусев * (2018 — н.д.) тромбон

## Дискография
Альбомы
- «А, вот и мы!!!» (Independent Sounds, 2006)
- «Времена года» (Мистерия Звука, 2007)
- «Больше голоса в мониторы» (Jumping Jack, 2009)
- «Записки Дмитрия Евгеньича» (Independent Sounds, 2013)
- «Палата № 6» (Студия СОЮЗ 2018)

Синглы
- «Madness» (2017)
- «Не унывай!» (2017)
- «Город» (лето 2009)

EP
- «27» (Distemper Records, осень 2015)

Сплиты
- Сплит-альбом Soyuz: Wisecracker (Германия), Discoballs (Чехия) и M.A.D. Band (Россия) на лейбле Minus Indie-Go! (ноябрь 2010).

Сборники
- Типа… панки и всё такое #7, (2006), песня «Сантехник» (FPS Records, Россия)
- Типа… панки и всё такое #8 и #9, (2007), песня «Виртуальные телки» (Longplay Music, Россия)
- Старые песни о главном #1, (2010), песня «Мы к вам заехали на час» из М/Ф «Бременские Музыканты» (Сделано в Сибири, Россия)
- Echte Ubersee Records vol. № 5:10 years anniversary collection, (2011), песня «Eurotrip» (Про Пруписа) (Hannover, Германия)
- Echte Übersee Records vol. № 6, (2012), песня «Fotoapparat» (Фотоаппарат) (Hannover, Германия)
- 100 % Ska Punk Pop Hits vol. 1, (2012), песня «Город» (Иркутск, Россия)
- MAD BUTCHER RECORDS, Dance to the revolution vol. № 2, (2014), песня «Испания» (Göttingen, Германия)
- СОЮЗ Rock 2, (2016), песня «Сантехник» (Москва, Россия)
- СОЮЗ Rock 3, (2017), песня «Зомби» (Москва, Россия)
- СОЮЗ Rock 4, (2018), песня «Madness» (Москва, Россия)

Трибьюты
- Tribute to Rancid (2008) песни: «Hooligans», «Roots Radicals» feat. Дмитрий Спирин (ttrecords, Россия)
- Tribute to AC/DC (2009) песня «Meltdown» feat. Lena Pop Gun (ttrecords, Россия)
- Tribute to Distemper (2010) песня «Зловещий мир подъездов» (Sound Age, Россия)
- Tribute to Тараканы! (2010) песня «Про голову» (D.I.Y., Россия)
- Tribute to ANTI-FLAG (2011) песня «One Trillion Dollar» feat. Дмитрий Спирин (Bookcake Records, Россия)

Саундтреки к компьютерным играм
- Саундтрек к компьютерной игре «УАЗ 2,Полный привод» (2008) песни: «Спортивная», «Виртуальные телки». (Avalon Style Entertainment, Россия)

## Видео
- DVD Видео EURO-TOUR 2011 (май 2011)

## Публикации
Упоминания в печатной прессе
- 2010 год — Илья Зинин. Жизнерадостный ска-панк с духовой секцией // Rolling Stone. — 2010. — № 3. — С. 82.
- 2010 год — рецензия на третий альбом "Больше голоса в мониторы!!!" // Rockcor. — 2010. — № 2. — С. 24.
- 2011 год — рецензия на сплит-альбом Soyuz:Discoballs/M.A.D. Band/Wisecracker // Rockcor. — 2011. — № 3. — С. 29.
- 2011 год — статья о концерте в немецком городе Эрфурт // t.akt. — Februar 2011. — С. 32.
- 2011 год — Статья о чешском туре М.A.D.Вand (Nový zpěvák, nová deska) (недоступная ссылка — история) // Mighty Freezine. — 2011. — № 2. — С. 22.
- 2011 год — рецензия на DVD фильм "EURO-TOUR 2011" // Rockcor. — 2011. — № 8. — С. 24.
- 2013 год — рецензия на четвертый альбом "Записки Дмитрия Евгеньича" // Rockcor. — 2013. — № 3. — С. 27.

Упоминания в интернет-СМИ
- 10 year anniversary compilation: Echte Übersee Records Vol. 5 на lastfm.ru. Статья-анонс немецкого сборника Echte Übersee Records Vol. 5. M.A.D. Band участвует в сборнике с песней About Prupis (Eurotrip).
- «Отгремел юбилейный концерт в Москве». Статья на официальном сайте панк-рок-группы «Тараканы!» об их юбилейном концерте, в котором принял участие ансамбль M.A.D. Band (в том числе представлено видео совместного выступления двух коллективов).
- «Любимые вещи вокалиста группы M.A.D. Band». Интервью с Гариком на сайте modernrock.ru